# Разрез Бородинский
У́гольный разре́з Бороди́нский — угледобывающее предприятие, расположенное в Красноярском крае России. Входит в состав Сибирской угольной энергетической компании (СУЭК).

## История
Добыча угля на «Бородинском» разрезе началась в 1950 году. С этого началось освоение Канско-Ачинского угольного бассейна — одного из самых больших угольных бассейнов в России.
Разрез «Бородинский» был построен по проекту института «Ленгипрошахт» (ОАО «Гипрошахт») и введён в эксплуатацию в декабре 1949 года с производственной мощностью в 1 млн тонн угля в год. С 1953 года разрез находился в состоянии реконструкции; к 1987 году его производственная мощность была доведена до 29 млн тонн в год.
С принятием в 1987 году постановления ЦК КПСС и Совета Министров СССР «О создании Канско-Ачинского топливно-энергетического комплекса» добыча угля на разрезе возросла. В начале 80-х годов разрез «Бородинский» добывал 19 млн т угля, а к 1991 году был достигнут максимальный уровень добычи угля — 30 млн тонн в год.
До 1991 года разрез «Бородинский» входил в состав ПО «Красноярскуголь». С 1991 года по 1993 год разрез «Бородинский» был самостоятельным предприятием.
Разрезом «Бородинский» в период с 1950-го  до 2005 год было добыто 794 млн тонн угля и произведено 827 млн м3 вскрышных работ.

## Производство
Разрез Бородинский добывает уголь на Бородинском буроугольном месторождении расположенном в Рыбинском районе Красноярского края.
На 1 января 2005 г. балансовые запасы угля в границах действующего горного отвода составляют по категориям А+В+С1 — 952 322 тыс.тонн.
| год                            | 1999  | 2000  | 2001  | 2002  | 2003  | 2004  | 2005  | 2006 прогноз |
| годовая добыча угля, тыс. тонн | 19339 | 20001 | 20048 | 17735 | 21206 | 18752 | 17500 | 18300        |
| ------------------------------ | ----- | ----- | ----- | ----- | ----- | ----- | ----- | ------------ |

Таблица: добыча угля, тыс. тонн.
Основной потребитель — Сибирская угольная энергетическая компания.
Разрез Бородинский является одним из главных производителей угля в составе СУЭК (на его долю приходится порядка 21 % добываемого компанией угля).
Основной акционер — ОАО «МДМ-Банк» — 69,1 % уставного капитала.
Всего выпущено 291 611 шт. обыкновенных акции и 97 204 привилегированных акций.

## Реорганизация
В мае 2007 г. акционеры ОАО «Разрез Бородинский», ОАО «Разрез Березовский-1» и ОАО "Разрез Назаровский" приняли решение о слиянии в ОАО «СУЭК-Красноярск».